# Госпитомник (Тамбовская область)
Госпито́мник — посёлок в Тамбовском районе Тамбовской области России. Входит в состав Беломестнокриушинского сельсовета.

## География
Посёлок находится в центральной части Тамбовской области, в лесостепной зоне, на левом берегу реки Челновая, при автодороге Р22, на расстоянии примерно 11 км (по прямой) к западу от города Тамбов, административного центра области и района. Абсолютная высота — 171 м над уровнем моря.

### Климат
Климат умеренно континентальный, относительно сухой, с холодной продолжительной зимой и тёплым летом. Средняя температура воздуха самого холодного месяца (января) — −11,3 °C; самого тёплого месяца (июля) — 20,4 °C. Безморозный период длится 142—147 дней. Среднегодовое количество атмосферных осадков составляет 510 мм, из которых 292 мм выпадает в период с апреля по октябрь. Продолжительность залегания снежного покрова составляет в среднем 134 дня.

### Часовой пояс
Посёлок Госпитомник, как и вся Тамбовская область, находится в часовой зоне МСК (московское время). Смещение применяемого времени относительно UTC составляет +3:00.

## Население
| 2002 | 2010 |
| ---- | ---- |
| 113  | ↘105 |

### Половой состав
По данным Всероссийской переписи населения 2010 года, в гендерной структуре населения мужчины составляли 47,6 %, женщины — соответственно 52,4 %.

### Национальный состав
Согласно результатам переписи 2002 года, в национальной структуре населения русские составляли 98 % из 113 чел.